# Mark Cendrowski
Mark Cendrowski es un director de programas de televisión. Ha trabajado en varias series, incluida la dirección de algunos episodios de Yes, Dear y The Big Bang Theory. También dirigió Wizards of Waverly Place.